# René Nan
René Nan (ca. 1932 - Perpignan, 30 januari 2015) was een Franse jazz-drummer. Nan, die afkomstig was uit Béziers, speelde na de oorlog in Parijs, onder meer met Dexter Gordon, Kenny Clarke en Guy Lafitte. Hij werkte jarenlang met Eddy Louiss en zanger Claude Nougaro. In de jaren zeventig keerde hij naar zijn geboortestreek terug, waar hij op lokaal niveau actief was, zoals in de brassband van Michel Marre. Hij is te horen op opnames van onder andere Lou Bennett, Jef Gilson, Benny Waters en Nougaro.
- Bibliothèque nationale de France: cb13941902c (data)
- International Standard Name Identifier: 0000 0000 0120 1331
- MusicBrainz: c2c1c50d-a524-4244-8a28-3416d6a4ffb7
- Virtual International Authority File: 61736550